# Olympische Sommerspiele 2008/Teilnehmer (São Tomé und Príncipe)
| Gelbes Symbol für Goldmedaillen mit stilisierten Olympischen Ringen | Graues Symbol für Silbermedaillen mit stilisierten Olympischen Ringen | Braundes Symbol für Bronzemedaillen mit stilisierten Olympischen Ringen |
| ------------------------------------------------------------------- | --------------------------------------------------------------------- | ----------------------------------------------------------------------- |
| —                                                                   | —                                                                     | —                                                                       |

São Tomé und Príncipe nahm 2008 zum vierten Mal an Olympischen Sommerspielen teil. Für die Olympischen Sommerspiele in Peking benannte das Comité Olímpico de São Tomé e Príncipe drei Athleten. Fahnenträgerin der Eröffnungsfeier war Celma da Graça.

## Teilnehmer nach Sportarten

### Kanu
- Alcino Silva
Männer, Einer-Kajak 500 m: im Halbfinale ausgeschieden (Platz 26)
Männer, Einer-Kajak 1000 m: in der Vorrunde ausgeschieden

### Leichtathletik
- Celma Bonfim
Frauen, 5000 m: in der Vorrunde ausgeschieden

- Naiel d’Almeida
Männer, 400 m: in der Vorrunde ausgeschieden